# Uggelskär
Uggelskär är en ö i Finland. Den ligger i Finska viken och i kommunen Raseborg i den ekonomiska regionen  Raseborg i landskapet Nyland, i den södra delen av landet. Ön ligger omkring 79 kilometer väster om Helsingfors.
Öns area är 3 hektar och dess största längd är 430 meter i öst-västlig riktning. Ön höjer sig omkring 10 meter över havsytan.